# Бернард Мацєйовський (староста)
Бернард Мацєйовський гербу Цьолек (пом. 1551) — польський шляхтич, військовий та урядник Королівства Польського. Представник роду Мацейовських.
Батько — чехувський, люблінський каштелян Бернард Мацєйовський, мати — перша дружина батька Ядвіґа з Подлодовських. Його братом був Любомльський староста Станіслав Мацєйовський. Бернард Мацєйовський був придворним короля, теребовлянським старостою з 1550 року, радомським (1546) та люблінським (1550) каштеляном, великорадцею замку Вавеля (1549).